# Шкільний мюзикл: Канікули
«Шкільний мюзикл: Канікули» (англ. High School Musical 2) — американський музичний молодіжний кінофільм, що є продовженням «Шкільного мюзиклу» (2006).
Прем'єра фільму відбулася 17 серпня 2007 року (канал Волта Діснея, США). 9 вересня 2007 року фільм було показано у Гонконзі, Малайзії, Філіппінах та Сінгапурі, 17 вересня — в Японії, у вересні-жовтні — у більшості європейських країн.

## Сюжет
На літні канікули хлопці з East High School планують підробити, оскільки попереду — останній шкільний рік перед вступом до коледжу. Капітан шкільної баскетбольної команди Дикі коти («East High Wildcats») Трой Болтон (Зак Ефрон) несподівано отримує запрошення на роботу в заміському клубі. За пропозицією Троя на роботу в клуб також приймаються його однокласники.
Незабаром виявляється, що клуб належить батькам Шарпей Еванс' (Ешлі Тісдейл), яка задумала відбити Троя у Габріелли (Ванесса Хадженс). У клубі щорічно проводиться Літній Конкурс талантів, уякому традиційно перемагала Шарпей. Але зараз, коли Трой і Габріелла хочуть брати участь у конкурсі, успіх Шарпей під великим питанням, тому вона не зупиняється ні перед чим.
І Трой опиняється перед серйозним вибором: що для нього важливіше — друзі та самоповагу або грант та підтримка при вступі до коледжу…
Детальніше про персонажів.

## Продовження
Третій фільм із серії «Шкільний мюзикл» під назвою "Шкільний мюзикл: Випускний"вийшов на екрани в 2008 році. На відміну від перших двох фільмів, що демонструвалися лише по телебаченню та (надалі) на DVD, останній спочатку показується в кінотеатрах.

## У ролях
| Актор           | Роль                                   |
| --------------- | -------------------------------------- |
| Зак Ефрон       | Трой Болтон                            |
| Ванесса Гадженс | Габріелла Монтез                       |
| Ешлі Тісдейл    | Шарпей Еванс                           |
| Лукас Грейб     | Райан Еванс                            |
| Елісон Рід      | Міс Дарбус                             |
| Корбін Блю      | Чед Денфорт                            |
| Моніка Коулман  | Тейлор МакКессі                        |
| Олеся Рулін     | Келсі Нілсен                           |
| Кріс Воррен мл. | Зік                                    |
| Барт Джонсон    | тренер Джек Болтон                     |
| Райн Санборн    | Джейсон                                |
| Марк Тейлор     | Містер Фултон (керуючий клубом)        |
| Майлі Сайрус    | Танцююча біля басейну в останній сцені |

## Музичні номери
Саундтрек фільму:
1. Що нам загрожує/англ. «What Time Is It» — Трой, Габріелла, Шарпей, Райан, Чед, Тейлор  (клас, коридори, їдальня в школі)
2. Що нам загрожує (повтор)/англ. «What Time Is It (Reprise) » — Трой, Габріелла, Шарпей, Райан, Чед і Тейлор  (шкільний двір)
3. Вищий Клас/англ. «Fabulous» — Шарпей та Райан  (басейн «Лава Спрінгс»)
4. ось-ось/англ. «Work This Out» — Трой, Габріелла, Чед, Тейлор, Келсі, Зік, Марта та Джейсон  (кухня «Лава Спрінгс»)
5. длю цієї музики мить/англ. «You Are the Music in Me» — Трой і Габріелла  (їдальня «Лава Спрінгс»)
6. Хуму-Хуму/англ. «Humuhumunukunukuapua'a» — Шарпей та Райан  (за лаштунками «Лава Спрінгс»)
7. До біса Денс/англ. «I Don't Dance» — Чед і Райан  (бейсбольне поле «Лава Спрінгс»)
8. длю цієї музики мить (повтор)/англ. «You Are the Music in Me (Reprise) » — Трой і Шарпей  (сцена «Лава Спрінгс»)
9. Іти дорогою своєї/англ. «Gotta Go My Own Way» — Габріелла і Трой  (басейн, примірочна, сади «Лава Спрінгс»)
10. Вірю я/англ. «Bet On It» — Трой  (поле для гольфу «Лава Спрінгс»)
11. Цей день/англ. «Івryday» — Трой і Габріелла  (сцена «Лава Спрінгс»)
12. Тільки так/англ. «All for One» — Трой, Габріелла, Шарпей, Райан, Чед, Тейлор  (басейн"Лава Спрінгс")

## Цікаві факти
- Спочатку, дія фільму повинна було розгортатись під час Геловіна.
- Кожна пісня у фільмі переписувалася, щонайменше, 5 разів.
- Працівники «Лава Спрінгс» також брали участь у зйомках.
- Пісня «Длю цієї музики мить» у виконанні Шарпей була останньою сценою знята для фільму.
- Наприкінці фільму біля басейну можна помітити Майлі Сайрус.
- На зйомки номера «Вірю я» пішло 6 днів.
- У кінцевій сцені гри у бейсбол ліворуч від радісної команди можна помітити оператора.